# Prix Goya du meilleur film
Le prix Goya du meilleur film (Premio Goya a la mejor película) est une récompense faisant partie des prix Goya, décernée depuis 1987 par l'Academia de las artes y las ciencias cinematográficas de España au cours de la cérémonie annuelle des Goyas.

## Palmarès

### Années 1980
- 1987 : El viaje a ninguna parte de Fernando Fernán Gómez
  - 27 Heures (27 horas) de Montxo Armendáriz
  - L'Autre Moitié du ciel (La mitad del cielo) de Manuel Gutiérrez Aragón
- 1988 : La Forêt animée (El bosque animado) de José Luis Cuerda
  - Divinas palabras de José Luis García Sánchez
  - El Lute, marche ou crève (El Lute (camina o revienta)) de Vicente Aranda
- 1989 : Femmes au bord de la crise de nerfs (Mujeres al borde de un ataque de nervios) de Pedro Almodóvar
  - Remando al viento de Gonzalo Suárez
  - Fatale Obsession (El túnel) d'Antonio Drove
  - Attends-moi au ciel (Espérame en el cielo) d'Antonio Mercero
  - Diario de invierno de Francisco Regueiro

### Années 1990
- 1990 : Le Rêve du singe fou (El sueño del mono loco) de Fernando Trueba
  - Le Marquis d'Esquilache (Esquilache) de Josefina Molina
  - Montoyas y Tarantos de Vicente Escrivá
  - El niño de la luna d'Agustí Villaronga
  - El mar y el tiempo de Fernando Fernán Gómez
- 1991 : ¡Ay, Carmela! de Carlos Saura
  - Lettres d'Alou (Las cartas de Alou) de Montxo Armendáriz
  - Attache-moi ! (¡Átame!) de Pedro Almodóvar
- 1992 : Amants (Amantes) de Vicente Aranda
  - Don Juan en los infiernos de Gonzalo Suárez
  - Le Roi ébahi (El rey pasmado) d'Imanol Uribe
- 1993 : Belle Époque de Fernando Trueba
  - Le Maître d'escrime (El maestro de esgrima) de Pedro Olea
  - Jambon, Jambon (Jamón jamón) de Bigas Luna
- 1994 : Todos a la cárcel de Luis García Berlanga
  - Intruso de Vicente Aranda
  - Des ombres dans une bataille (Sombras en una batalla) de Mario Camus
- 1995 : Días contados d'Imanol Uribe
  - Canción de cuna de José Luis Garci
  - La pasión turcade Vicente Aranda
- 1996 : Personne ne parlera de nous quand nous serons mortes (Nadie hablará de nosotras cuando hayamos muerto) d'Agustín Díaz Yanes
  - Le Jour de la bête (El día de la bestia) d'Álex de la Iglesia
  - Bouche à bouche (Boca a boca) de Manuel Gómez Pereira
- 1997 : Tesis d'Alejandro Amenábar
  - Bwana d'Imanol Uribe
  - Le Chien du jardinier (El perro del hortelano) de Pilar Miró
- 1998 : La Bonne Étoile (La buena estrella) de Ricardo Franco
  - Martín (Hache) d'Adolfo Aristarain
  - Les Secrets du cœur (Secretos del corazón) de Montxo Armendáriz
- 1999 : La Fille de tes rêves (La niña de tus ojos) de Fernando Trueba
  - Barrio de Fernando León de Aranoa
  - El abuelo de José Luis Garci
  - Ouvre les yeux (Abre los ojos) d'Alejandro Amenábar

### Années 2000
- 2000 : Tout sur ma mère (Todo sobre mi madre) de Pedro Almodóvar
  - Solas de Benito Zambrano
  - La Langue des papillons (La lengua de las mariposas) de José Luis Cuerda
  - Quand tu me reviendras (Cuando vuelvas a mi lado) de Gracia Querejeta
- 2001 : El Bola d'Achero Mañas
  - Mes chers voisins (La comunidad) d'Álex de la Iglesia
  - Leo de José Luis Borau
  - You're the One (una historia de entonces) de José Luis Garci
- 2002 : Les Autres (Los otros) d'Alejandro Amenábar
  - Sans nouvelles de Dieu (Sin noticias de Dios) d'Agustín Díaz Yanes
  - Juana la Loca de Vicente Aranda
  - Lucia et le Sexe (Lucía y el sexo) de Julio Medem
- 2003 : Les Lundis au soleil (Los lunes al sol) de Fernando León de Aranoa
  - En la ciudad sin límites d'Antonio Hernández
  - Un lit pour quatre (El otro lado de la cama) d'Emilio Martínez-Lázaro
  - Parle avec elle (Hable con ella) de Pedro Almodóvar
- 2004 : Ne dis rien  (Te doy mis ojos) d'Icíar Bollaín
  - Planta 4ª d'Antonio Mercero
  - Ma vie sans moi (My Life Without Me) d'Isabel Coixet
  - Soldados de Salamina de David Trueba
- 2005 : Mar adentro d'Alejandro Amenábar
  - La Mauvaise Éducation (La mala educación) de Pedro Almodóvar
  - Roma d'Adolfo Aristarain
  - Tiovivo c. 1950 de José Luis Garci
- 2006 : The Secret Life of Words (La vida secreta de las palabras) d'Isabel Coixet
  - Les Sept Vierges (7 vírgenes) d'Alberto Rodríguez
  - Obaba, le village du lézard vert (Obaba) de Montxo Armendáriz
  - Princesas de Fernando León de Aranoa
- 2007 : Volver de Pedro Almodóvar
  - Capitaine Alatriste (Alatriste) d'Agustín Díaz Yanes
  - Le Labyrinthe de Pan (El laberinto del fauno) de Guillermo del Toro
  - Salvador (Puig Antich) de Manuel Huerga
- 2008 : La soledad de Jaime Rosales
  - Las 13 rosas d'Emilio Martínez-Lázaro
  - L'Orphelinat (El orfanato) de Juan Antonio Bayona
  - Siete mesas de billar francés de Gracia Querejeta
- 2009 : Camino de Javier Fesser
  - Los girasoles ciegos de José Luis Cuerda
  - Venganza (Sólo quiero caminar) d'Agustín Díaz Yanes
  - Crimes à Oxford (The Oxford Murders) d'Álex de la Iglesia

### Années 2010
- 2010 : Cellule 211 (Celda 211) de Daniel Monzón
  - Agora d'Alejandro Amenábar
  - El baile de la Victoria de Fernando Trueba
  - Dans ses yeux (El secreto de sus ojos) de Juan José Campanella
- 2011 : Pain noir (Pa negre) d'Agustí Villaronga
  - Balada triste (Balada triste de trompeta) d'Álex de la Iglesia
  - Buried de Rodrigo Cortés
  - Même la pluie (También la lluvia) d'Icíar Bollaín
- 2012 : Pas de répit pour les damnés (No habrá paz para los malvados) d'Enrique Urbizu
  - Blackthorn de Mateo Gil
  - La piel que habito de Pedro Almodóvar
  - La voz dormida de Benito Zambrano
- 2013 : Blancanieves de Pablo Berger
  - L'Artiste et son modèle (El artista y la modelo) de Fernando Trueba
  - Groupe d'élite (Grupo 7) d'Alberto Rodríguez
  - The Impossible (Lo imposible) de Juan Antonio Bayona
- 2014 : Vivir es fácil con los ojos cerrados de David Trueba
  - 15 años y un día de Gracia Querejeta
  - Amours cannibales (Caníbal) de Manuel Martín Cuenca
  - La gran familia española de Daniel Sánchez Arévalo
  - La herida de Fernando Franco
- 2015 : La isla mínima d'Alberto Rodríguez
  - El Niño de Daniel Monzón
  - Loreak de Jon Garaño et Jose Maria Goenaga
  - Les Nouveaux Sauvages (Relatos salvajes) de Damián Szifrón
  - La niña de fuego (Magical Girl) de Carlos Vermut
- 2016 : Truman de Cesc Gay
  - A cambio de nada de Daniel Guzmán
  - La novia de Paula Ortiz
  - Personne n'attend la nuit (Nadie quiere la noche) d'Isabel Coixet
  - Un jour comme un autre (A Perfect Day) de Fernando León de Aranoa
- 2017 : La Colère d'un homme patient de Raúl Arévalo
  - L'Homme aux mille visages (El hombre de las mil caras) d'Alberto Rodríguez
  - Julieta de Pedro Almodóvar
  - Que Dios nos perdone de Rodrigo Sorogoyen
  - Quelques minutes après minuit (A Monster Calls) de Juan Antonio Bayona
- 2018 : The Bookshop (La librería) de Isabel Coixet
  - Handia de Jon Garaño et Aitor Arregi
  - El autor de Manuel Martín Cuenca
  - Été 93 (Estiu 1993) de Carla Simón
  - Verónica de Paco Plaza
- 2019 : Champions (Campeones) de Javier Fesser
  - Carmen et Lola (Carmen y Lola) d'Arantxa Echevarría
  - El reino de Rodrigo Sorogoyen
  - Entre dos aguas d'Isaki Lacuesta
  - Everybody Knows (Todos lo saben) d'Asghar Farhadi

### Années 2020
- 2020 : Douleur et Gloire (Dolor y gloria) de Pedro Almodóvar
  - L'Échappée sauvage (Intemperie) de Benito Zambrano
  - Une vie secrète (La trinchera infinita) d'Aitor Arregi, Jon Garaño et Jose Mari Goenaga
  - Viendra le feu (O que arde) d'Óliver Laxe
  - Lettre à Franco (Mientras dure la guerra) d'Alejandro Amenábar
- 2021 : Las niñas de Pilar Palomero
  - Adú de Salvador Calvo
  - Ane de David Pérez Sañudo
  - Le Mariage de Rosa (La boda de Rosa) d'Icíar Bollaín
  - Sentimental de Cesc Gay

- 2022 : El buen patrón de Fernando León de Aranoa
  - Les Repentis (Maixabel) de Icíar Bollaín
  - Madres paralelas de Pedro Almodóvar
  - Mediterráneo de Marcel Barrena
  - Libertad de Clara Roquet

- 2023 : As bestas de Rodrigo Sorogoyen
  - Nos soleils (Alcarràs) de Carla Simón
  - Lullaby (Cinco lobitos) d'Alauda Ruiz de Azúa
  - La maternal de Pilar Palomero
  - Prison 77 (Modelo 77) d'Alberto Rodríguez

- 2024 :  Le Cercle des neiges (La sociedad de la nieve) de Juan Antonio Bayona
  - 20 000 espèces d'abeilles (20.000 especies de abejas) de Estibaliz Urresola Solaguren
  - Fermer les yeux (Cerrar los ojos) de Víctor Erice
  - Saben aquell de David Trueba
  - Un amor de Isabel Coixet

- 2025 :  La infiltrada d'Arantxa Echevarría et El 47 de Marcel Barrena (ex aequo)
  - La estrella azul de Javier Macipe (es)
  - Casa en flames de Dani de la Orden
  - Segundo premio d'Isaki Lacuesta et Pol Rodríguez